# Christina Wuczkowa
Christina Wuczkowa z d. Rusewa (ur. 1 października 1991 w Sofii) – bułgarska siatkarka, reprezentantka kraju, grająca na pozycji środkowej. 
W czerwcu 2019 roku poślubiła bułgarskiego koszykarza Iwajła Wuczkowa, z którym ma syna o imieniu Hristo.

## Sukcesy klubowe
Liga bułgarska:
- 2010, 2011, 2020
- 2009

Puchar Bułgarii:
- 2011

Superpuchar Włoch:
- 2011, 2021

Liga azerska:
- 2016

Liga turecka:
- 2023[7]
- 2017, 2025[8]

Klubowe Mistrzostwa Świata:
- 2021

Puchar Włoch:
- 2022[9]

Liga włoska:
- 2022[10]

Liga Mistrzyń:
- 2022[11]

Superpuchar Turcji:
- 2024[12]

Puchar Turcji:
- 2025[13]

## Sukcesy reprezentacyjne
Liga Europejska:
- 2018, 2021
- 2010, 2012
- 2011, 2013

## Nagrody indywidualne
- 2018: Najlepsza środkowa Ligi Europejskiej